# Kukolivka, Oleksandria
Kukolivka (în ucraineană Куколівка) este localitatea de reședință a comunei Kukolivka din raionul Oleksandria, regiunea Kirovohrad, Ucraina.

## Demografie
Componența lingvistică a localității Kukolivka
     Ucraineană (96,72%)
     Rusă (2,6%)
     Alte limbi (0,45%)
Conform recensământului din 2001, majoritatea populației localității Kukolivka era vorbitoare de ucraineană (96,72%), existând în minoritate și vorbitori de rusă (2,6%).